# Эспе (станция)
Эспе (каз. Еспе) — станция в Шуском районе Жамбылской области Казахстана. Входит в состав Шокпарского сельского округа. Код КАТО — 316641300.

## Население
В 1999 году население станции составляло 244 человека (124 мужчины и 120 женщин). По данным переписи 2009 года, в населённом пункте проживал 271 человек (145 мужчин и 126 женщин).